# Nyírbátor
Nyírbátor (/ˈɲiːɾbaːtoɾ/) es una ciudad del condado de Szabolcs-Szatmár-Bereg, en Észak-Alföld (Gran Llanura Septentrional) la región oriental de Hungría. Comprende una superficie de 66,73 km² y cuenta con una población de 11 403 habitantes, según el censo de 2021.
La ciudad es conocida por sus construcciones eclesiásticas y seculares de los siglos XV y XVI y por sus antiguos propietarios, la familia Báthory.

## Historia
El primer registro escrito de la ciudad aparece en el año 1279. Su nombre deriva de la antigua palabra turca 'batir', significa 'buen héroe' y corresponde a "bátor" en húngaro moderno. En ese momento, la ciudad pertenecía al clan Gutkeled, los antepasados de los Báthory. Se convirtió en el centro administrativo de sus propiedades y también en el lugar de enterramiento familiar. Nyírbátor perteneció a los Báthory hasta la muerte de Gabriel Báthory, príncipe de Transilvania en 1613.
La ciudad fue de gran relevancia para la historia de Hungría durante el siglo XVI. En 1549, con el acuerdo entre Fernando I de Habsburgo e Isabela Jagellón de Hungría, Transilvania fue devuelta al reino de Hungría. En las décadas siguientes, existió una fuerte controversia sobre a quién pertenecía la ciudad, la aristocracia local se inclinaba a reconocer la autoridad de los príncipes de Transilvania.
Desde el siglo XVI la ciudad fue perdiendo importancia y empobreciéndose. En 1872, durante la reorganización de la administración perdió sus derechos de ciudad, que no le fueron devueltos hasta 1973.

## Patrimonio
Numerosos edificios se han mantenido en pie, siendo el más conocido la Iglesia Reformada. Construida entre 1488 y 1511, es una de las más bellas estructuras del gótico internacional en Hungría. El campanario de estilo renacentista situado próximo al edificio es el mayor campanario de madera del país.
Los frailes franciscanos construyeron un monasterio de estilo gótico tardío alrededor de 1480. Sus altares y púlpitos son unas de los más bellas obras barrocas talladas en el país. Actualmente alberga el Museo István Báthori.

## Galería

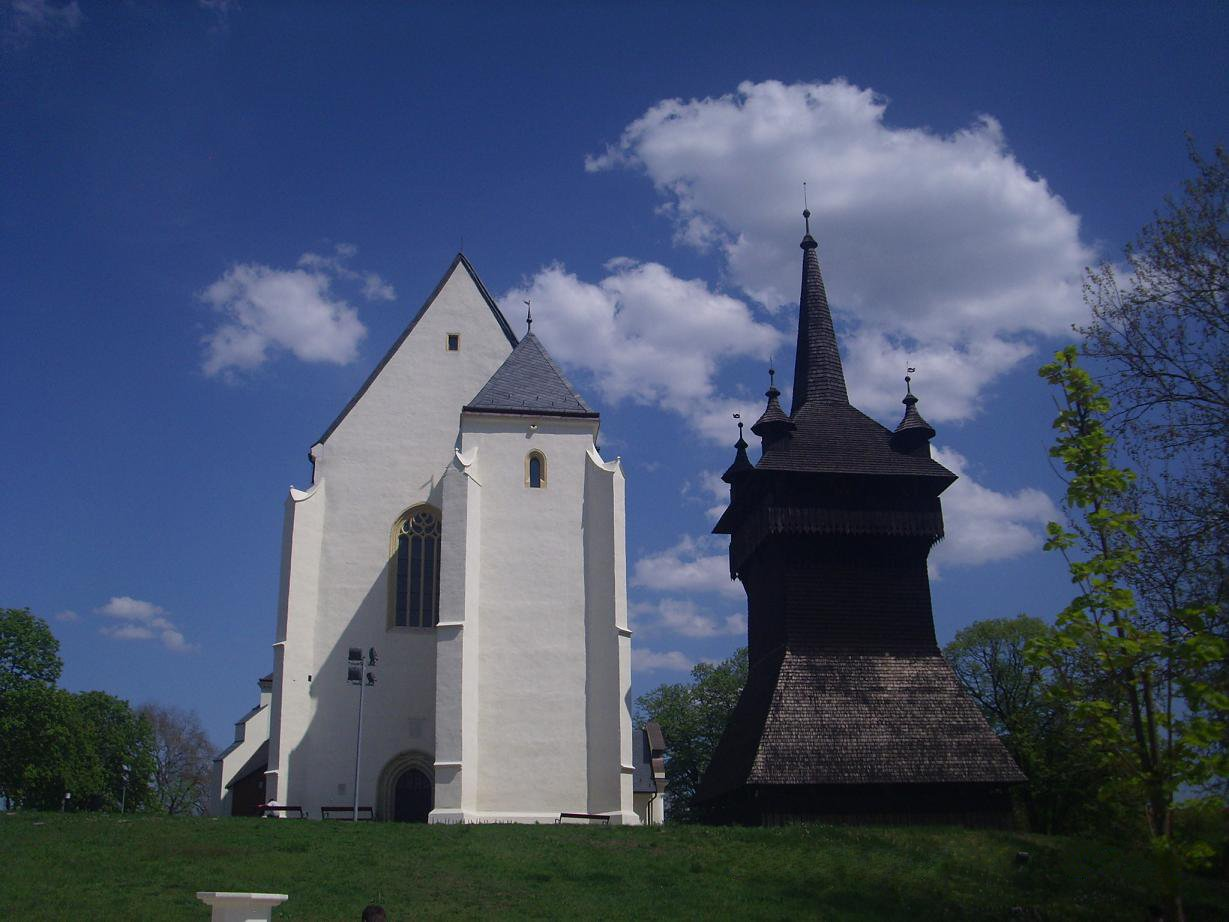
Iglesia Reformada
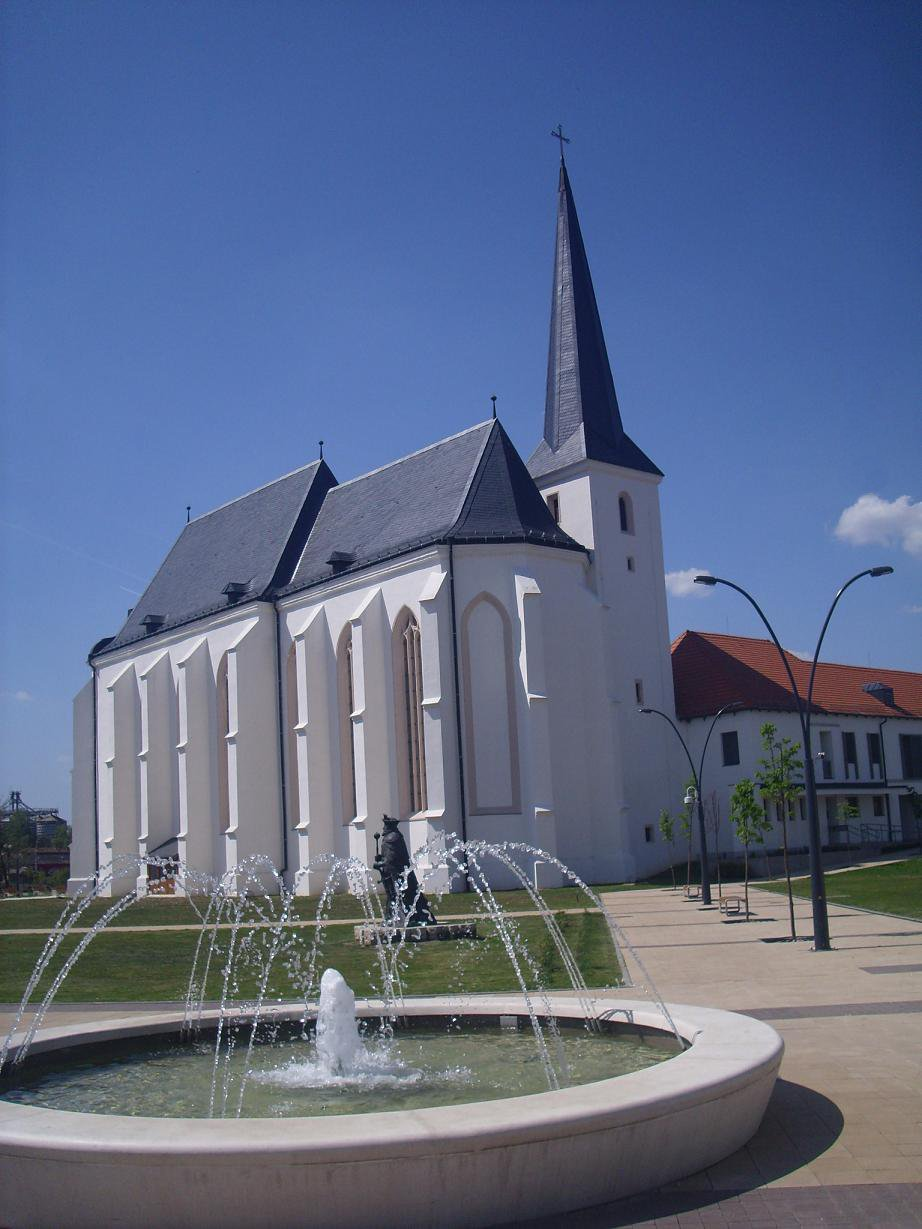
Museo István Báthory
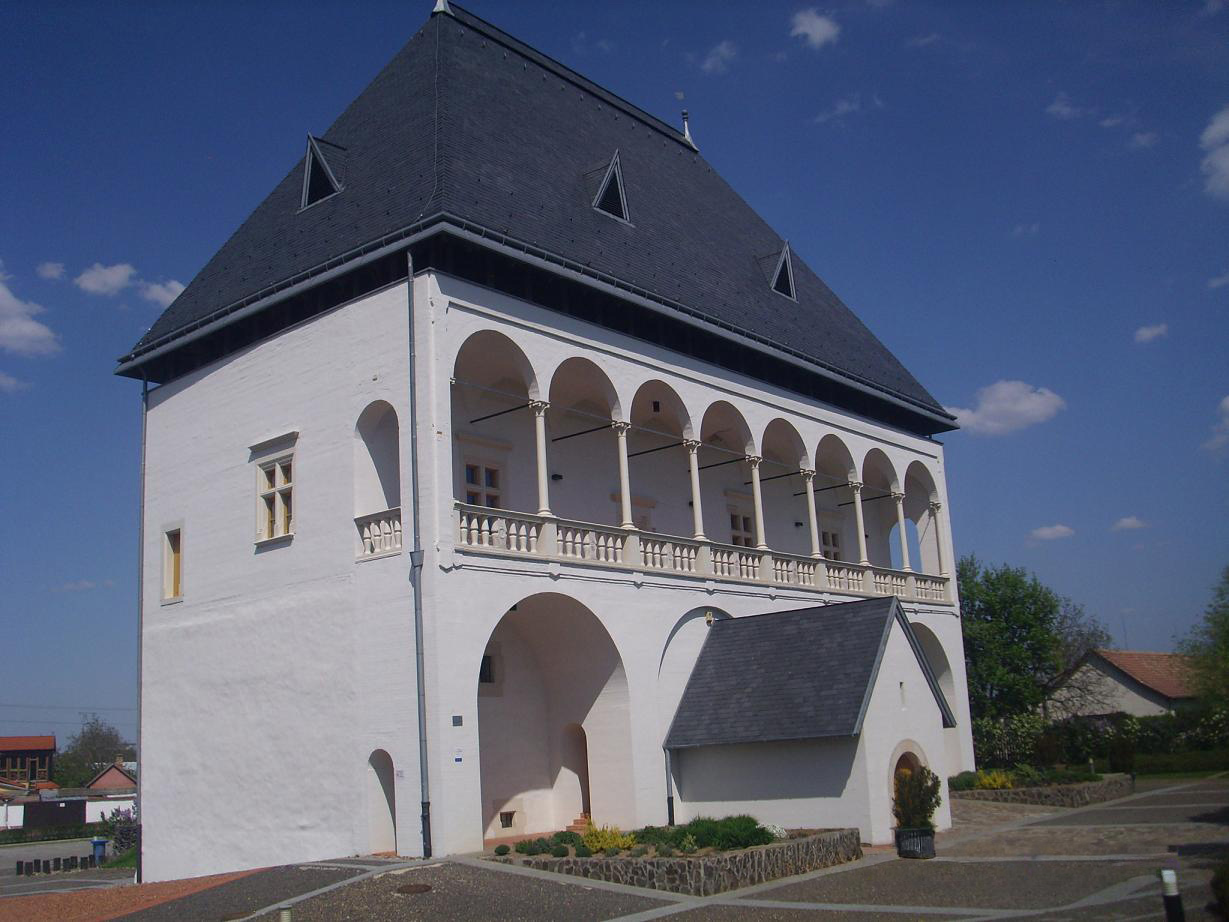
Palacio Báthory